# ダブスノール湖
座標: 北緯44度47分51秒 東経123度38分44秒 / 北緯44.79750度 東経123.64556度
ダブスノール湖（ダブスノールこ、大布蘇湖、中国語: 大布苏湖、大布苏泡）は、歴史的には内モンゴルの一部とされていた、中華人民共和国吉林省松原市乾安県の南西45キロメートルに位置しており、通譲鉄道の東側に広がっている。湖面の面積の60平方キロメートル、平均水深は1.5メートル、最大水深は4メートルである。この湖は天然の塩湖であり、「天然碱乡（天然塩郷）」とも称されている。古くから、塩の産地として知られていた。

## 1920年代の日本人による調査
工業原料としての曹達（ナトリウム化合物）資源の探索を行なっていた南満州鉄道地方部農務課は、1922年に『蒙古ノ天然曹達』という報告書をまとめ、その中でダブスノール湖についても言及した。
1928年1月15日から18日にかけて、当時まだ東京帝国大学大学院の学生だった岡田家武は、在満の日本人研究者やモンゴル語通訳とともに、43名の護衛歩兵騎乗巡警に護られながら、「曹達湖」として知られていたダブスノール湖の調査を行った。この調査で、岡田は、それまでユーラシア大陸では確認されていなかった希少塩類ゲーリュサイトを発見した。